# Zebrasoma scopas
Zebrasoma scopas е вид лъчеперка от семейство Acanthuridae.

## Разпространение
Видът е разпространен в Австралия, Американска Самоа, Бангладеш, Британска индоокеанска територия, Бруней, Вануату, Виетнам, Гуам, Джибути, Йемен, Източен Тимор, Индия (Андамански и Никобарски острови), Индонезия, Камбоджа, Кения, Кирибати (Гилбъртови острови, Лайн и Феникс), Китай, Кокосови острови, Коморски острови, Мавриций, Мадагаскар, Майот, Малайзия, Малдиви, Малки далечни острови на САЩ (Лайн, Остров Бейкър и Хауленд), Маршалови острови, Мианмар, Микронезия, Мозамбик, Ниуе, Нова Каледония, Остров Норфолк, Остров Рождество, Острови Кук, Палау, Папуа Нова Гвинея, Параселски острови, Питкерн, Провинции в КНР, Реюнион, Самоа, Северни Мариански острови, Сейшели, Сингапур, Соломонови острови, Острови Спратли, Тайван, Тайланд, Танзания, Токелау, Тонга, Тувалу, Уолис и Футуна, Фиджи, Филипини, Френска Полинезия, Френски южни и антарктически територии (Нормандски острови), Шри Ланка, Южна Африка и Япония.